# Noyant-d'Allier
Noyant-d'Allier is een gemeente in het Franse departement Allier (regio Auvergne-Rhône-Alpes) en telt 820 inwoners (1999). De plaats maakt deel uit van het arrondissement Moulins.

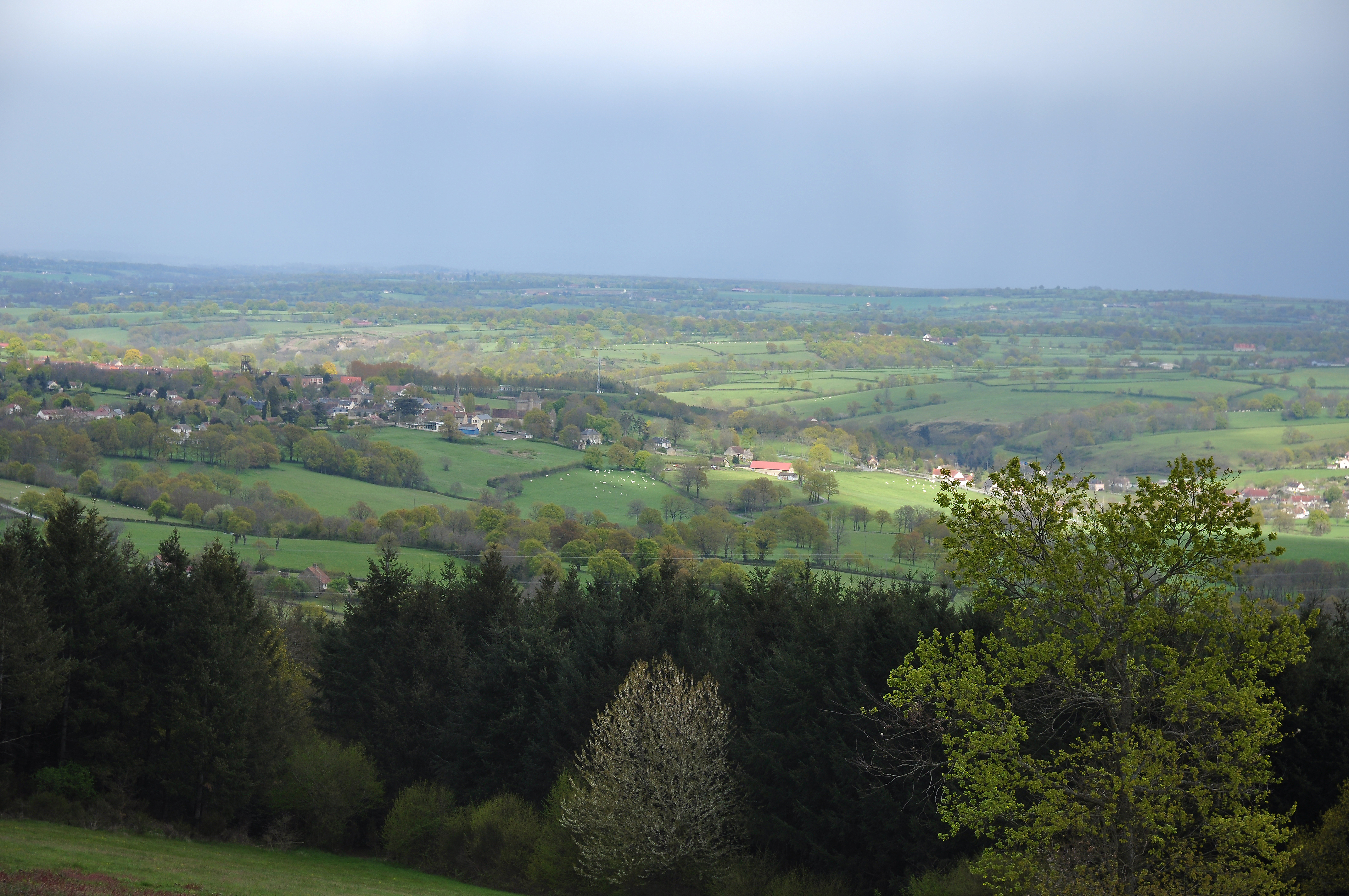
Noyant-d'Allier
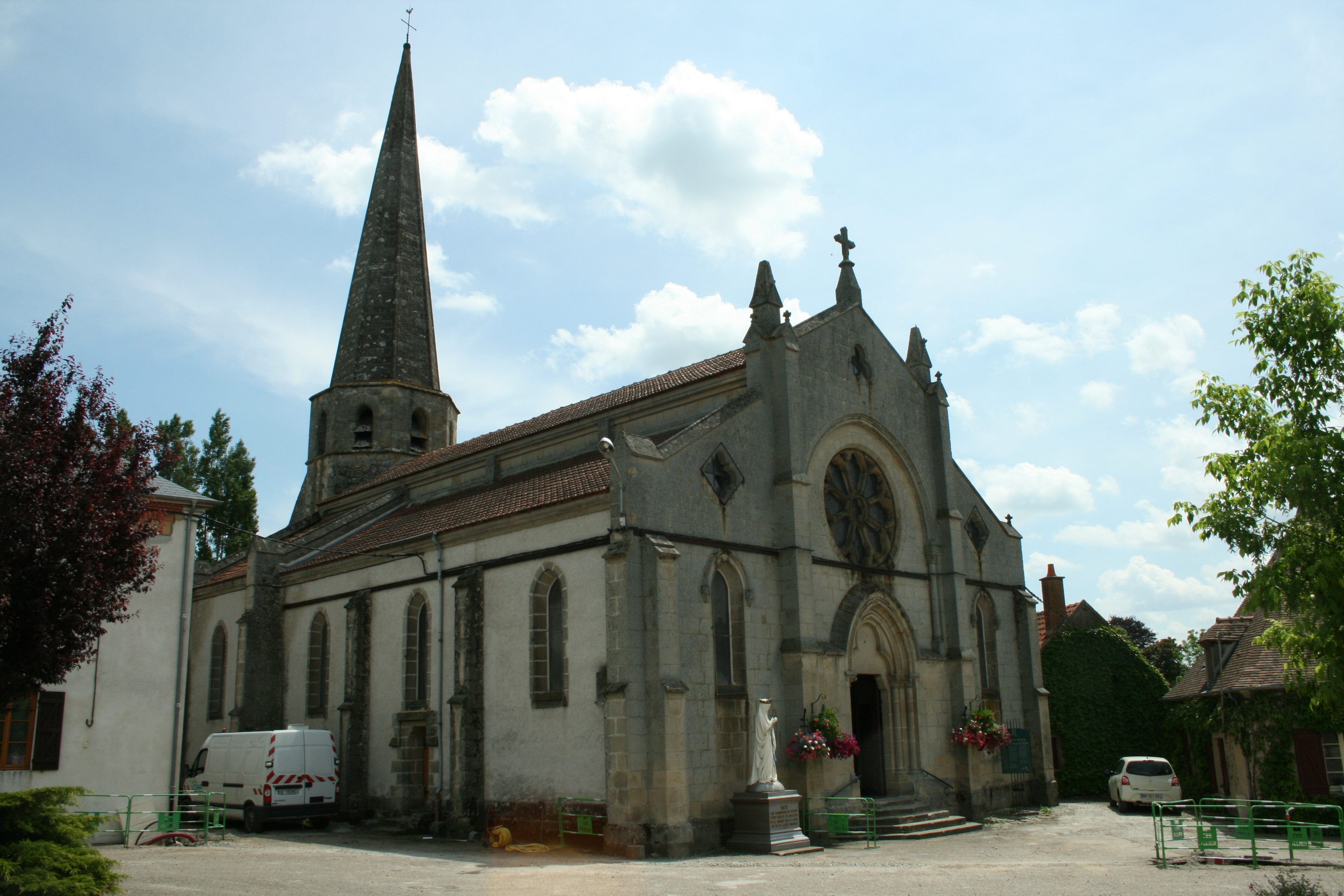
Kerk in Noyant-d'Allier

## Geografie
De oppervlakte van Noyant-d'Allier bedraagt 20,9 km², de bevolkingsdichtheid is 39,2 inwoners per km².
De onderstaande kaart toont de ligging van Noyant-d'Allier met de belangrijkste infrastructuur en aangrenzende gemeenten.

## Demografie
Onderstaande figuur toont het verloop van het inwonertal (bron: INSEE-tellingen).
Vanwege een beveiligingsprobleem met de MediaWiki Graph-software is het momenteel niet mogelijk deze grafiek weer te geven. Zodra de software is bijgewerkt zal de grafiek vanzelf weer zichtbaar worden.